# Zaraza
Zaraza é uma cidade venezuelana, capital do município de Pedro Zaraza.